# Сетчатокрылки

Сетчатокрылки (лат. Blephariceridae) — семейство двукрылых насекомых, насчитывающее 325 видов. Распространены повсеместно.

## Описание
Взрослые особи сетчатокрылок имеют сходство с комарами-долгоножками (Tipulidae), отличаются лишь выступающим углом крыльев у первых и своеобразным строением головы. V-образный рисунок на среднеспинке отсутствует.  Ноги более вытянуты и обращенны вперёд. Длина тела от 3 до 13 мм. Усики состоят из 11—13 члеников.

## Систематика
- Подсемейство: Edwardsininae
  - Edwardsina Alexander, 1920
  - Paulianina Alexander, 1952
- Подсемейство: Blepharicerinae
  - Apistomyiini
    - Apistomyia Bigot, 1862
    - Austrocurupira Dumbleton, 1963
    - Curupirina Stuckenberg, 1970
    - Hammatorrhina Loew, 1869
    - Horaia Tonnoir, 1930
    - Neocurupira Lamb, 1913
    - Nesocurupira Stuckenberg, 1970
    - Nothohoraia Craig, 1969
    - Parapistomyia Zwick, 1977
    - Peritheates Lamb, 1913
    - Stuckenberginiella Zwick & Mary-Sasal, 2010
    - Theischingeria Zwick, 1998

  - Триба Blepharicerini
    - Agathon Rodor, 1890
    - Asioreas Brodskii, 1972
    - Bibiocephala Osten-Sacken, 1874
    - Blepharicera Macquart, 1843
    - Dioptopsis Enderlein, 1937
    - Hapalothrix Loew, 1876
    - Liponeura Loew, 1844
    - Neohapalothrix Kitakami, 1938
    - Philorus Kellogg, 1903
    - Tianschanella Brodskii, 1930

  - Триба Paltostomatini
    - Elporia Edwards, 1915
    - Kelloggina Williston, 1907
    - Limonicola Lutz, 1928
    - Paltostoma Schiner, 1866

- Incertae sedis
  - Род: †Blephadejura Lukashevich, Huang & Lin, 2006
  - Род: †Brianina Zhang & Lukashevich, 2007
  - Род: †Megathon Lukashevich & Scherbakov, 1997
  - Род: †Paltostomopsis Cockerell, 1915
  - Род: †Philorites Cockerell, 1908